# Buster se marie (Claude Autant-Lara)
Pour l’article homonyme, voir Buster se marie.
Pour plus de détails, voir Fiche technique et Distribution.
Buster se marie est un film franco-américain réalisé par Claude Autant-Lara et Edward Brophy, version alternative en français du film américain Parlor, Bedroom and Bath réalisé en 1931 par Edward Sedgwick, produit par Buster Keaton.

## Fiche technique
- Titre français : Buster se marie
- Réalisation : Claude Autant-Lara et Edward Brophy
- Scénario : Richard Schayer, d'après la pièce "Parlor, bedroom and bath" de Charles W. Bell et Mark Swan
- Adaptation : Yvan Noé
- Dialogues : André Luguet, Richard Schayer, Yves Mirande
- Photographie : Leonard Smith
- Montage : Conrad A. Nervig
- Direction artistique : Cedric Gibbons
- Costumes : René Hubert
- Son : Douglas Shearer
- Société de production : Metro-Goldwyn-Mayer
- Pays de production :  États-Unis,  France (minoritaire)
- Langue originale : français
- Format : Noir et blanc — 35 mm — 1,33:1 — son Mono (Western Electric Sound System)
- Genre : Comédie
- Durée : 80 minutes
- Dates de sortie : France : 23 décembre 1931
- Affiche : Roland Coudon (France)

## Distribution
- Buster Keaton : Reggie
- Jeanne Helbling : Virginia
- André Luguet : Jef
- Françoise Rosay : Angélique
- André Berley : le commissaire de police
- Georgette Rhodes : Nita Leslie
- Mireille : La femme blonde
- Mona Goya : Virginia Embrey
- Rolla Norman : Fred Leslie
- George Davis : le chasseur
- Lya Lys : Leila Crofton
- Albert Pollet : le valet
- Paul Morgan